# Robbio
Robbio je italská obec v provincii Pavia v oblasti Lombardie.
V roce 2012 zde žilo 6 109 obyvatel.

## Sousední obce
Borgolavezzaro (NO), Castelnovetto, Confienza, Nicorvo, Palestro, Rosasco, Vespolate (NO)

## Vývoj počtu obyvatel
Zdroj: 